# 沃苏

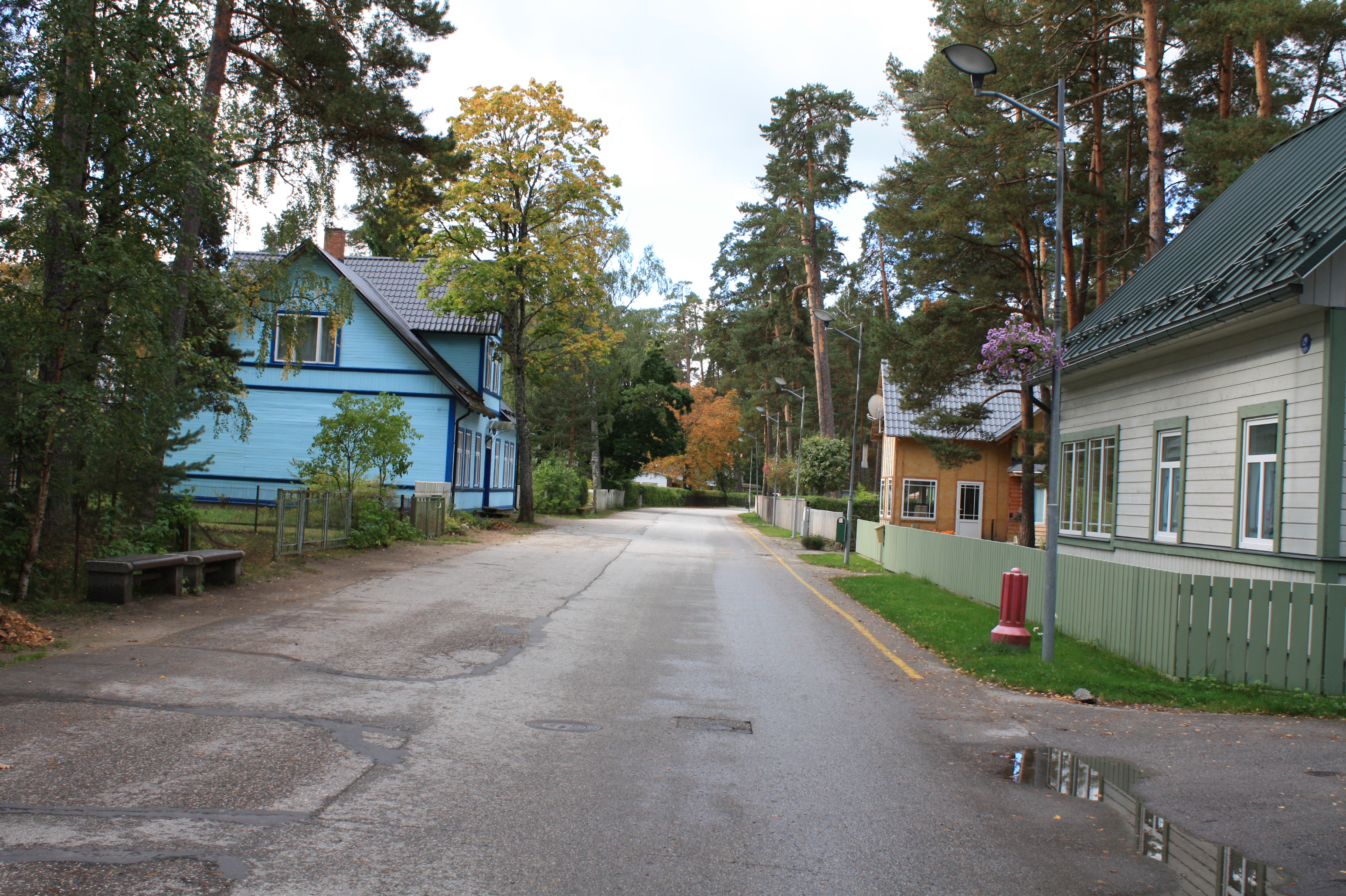
沃苏镇里的街道

沃苏是愛沙尼亞西維魯縣哈利亚拉市镇内的小鎮及其行政中心。據2011年人口普查，沃索有人口334人。

## 外部連結
- 哈利亚拉市镇官方网站 （页面存档备份，存于） （文）